# Maggie Thauersköld Crusell
Maggie Thauersköld Crusell, född 11 december 1969 i Polen, är en svensk skribent, copywriter, projektledare inom reklam och fram till 2011 ägare till den klimatskeptiska bloggen The Climate Scam.
Thauersköld har avlagt ekonomie kandidatexamen vid Lunds universitet. Tillsammans med Lars Bern är hon författare till boken Chill-out – sanningen om klimatbubblan (2009).
Thauersköld hävdade 2008 att "FN:s klimatpanel är helt politiserad" och 2011 att "ekonomin är viktigare än det överdrivna klimathotet". 